# Темпл

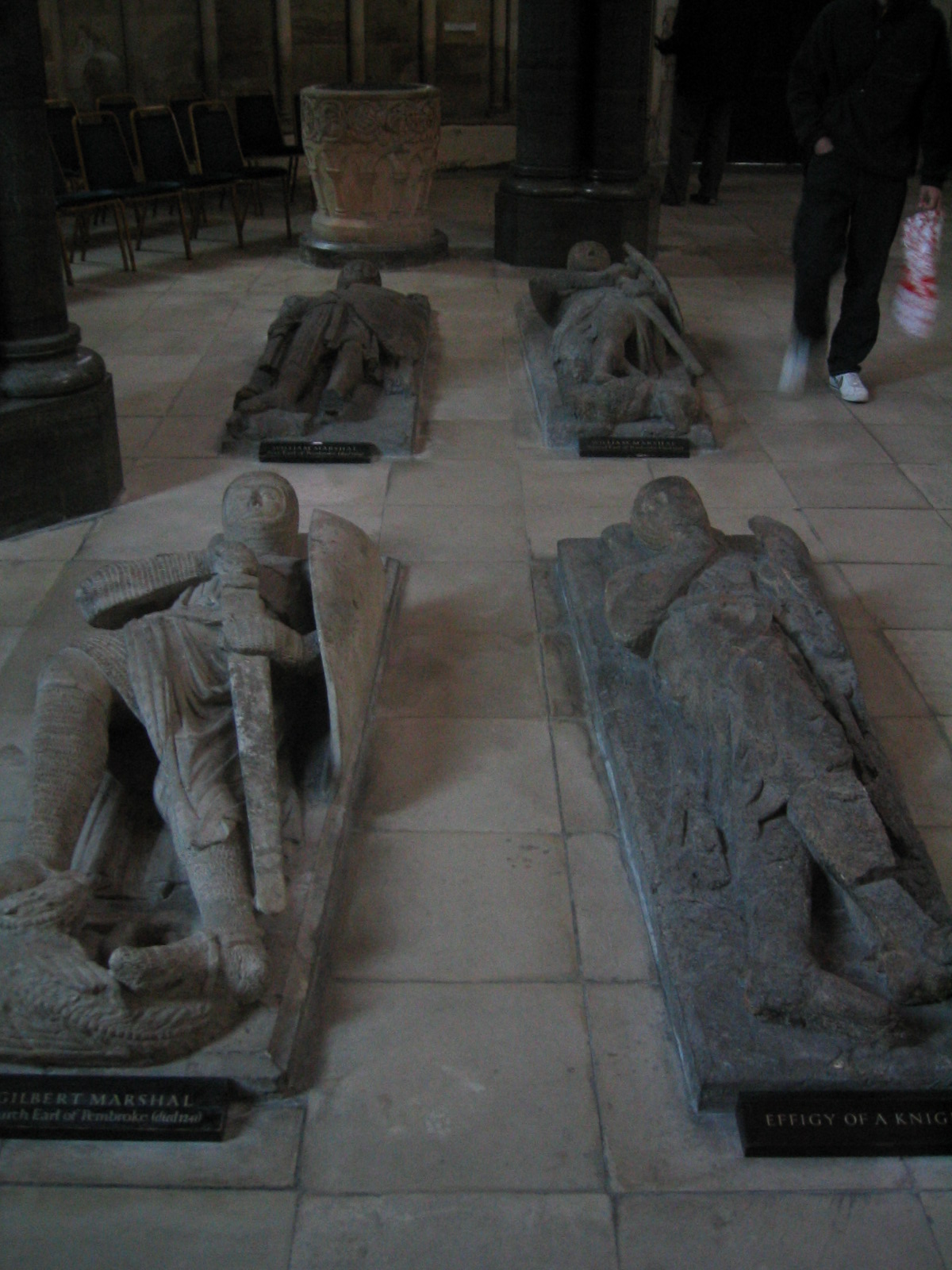
Мармурові кенотафи у Круглий церкві

Темпл (англ. і фр. temple — «храм») — історичний район Лондона, обмежений із півночі Фліт-стріт, а з півдня — Темзою. Назва походить від середньовічного ордена тамплієрів (храмовників), який володів цією ділянкою до XIV століття. Нині територія зайнята судовими інами Іннер-Темпл та Міддл-Темпл.
Від резиденції тамплієрів збереглася лондонська церква їхнього ордену — невелика кругла споруда XII століття, можливо, натхненна резиденцією храмовників у Єрусалимі, яку вони помилково вважали Храмом Соломона. Освячена 1185 року єрусалимським патріархом Іраклієм.
До конфіскації володінь тамплієрів 1307 року в церкві проводився обряд посвячення в лицарі-храмовники. Символічні поховання дев'яти найдоблесніших лицарів позначено мармуровими постатями випростаних на підлозі воїнів. Серед похованих у храмі — Вільям Маршал, 1-й граф Пембрук, англійський регент на час дитинства Генріха III.
Церква вигоріла під час Великої лондонської пожежі, але була впорядкована під керівництвом Крістофера Рена. Знову згоріла під час бомбардування Лондона німцями у травні 1941 року. Широкій публіці стала відома завдяки книзі та фільмові «Код да Вінчі».